# Ludwig Beck
Ludwig August Theodor Beck (29. června 1880 Biebrich (dnes Wiesbaden-Biebrich) – 20. července 1944 Berlín) byl německý generálplukovník a náčelník generálního štábu německých pozemních sil před začátkem druhé světové války. Jako jeden z organizátorů se podílel na neúspěšném atentátu na Adolfa Hitlera 20. července 1944.

## Život
Narodil se v roce 1880 ve městě Biebrich v Hesensku-Nasavsku. Byl vychováván v duchu starých pruských tradic. Původně byl důstojníkem dělostřelectva. Během první světové války bojoval na západní frontě. Po svém povýšení působil jako důstojník generálního štábu. Po válce sloužil v různých funkcích, jako velitel pluku a štábu.
V Brémách se roku 1916 oženil s Amálií Pagenstecher (1893–1917), která od mládí trpěla tuberkulózou. V lednu následujícího roku se jim narodila dcera Gertrud. Amálie vyčerpaná nemocí a porodem zemřela o pouhých devět měsíců později v sanatoriu Oberstdorf ve věku pouhých čtyřiadvaceti let.
V roce 1931 získal hodnost generála. Velel frankfurtské 1. jízdní divizi. Získal všeobecné uznání za své vojensko-pedagogické práce. V roce 1933 se stal náčelníkem vojenského úřadu. V červenci 1935 se stal náčelníkem generálního štábu německých pozemních sil.
Začátkem roku 1938 se společně s Wernerem von Fritschem během německých nátlakových akcí namířených proti Československu dostal do sporu s kancléřem Adolfem Hitlerem. Během Květnové krize v roce 1938 byl přesvědčen, že Wehrmacht není na válku s Československem připraven. Začal kolem sebe shromažďovat vojáky a politiky, kteří nesouhlasili se zamýšlenou válkou a společně zvažovali svržení Hitlera, který válku prosazoval. Mezi spiklenci byli například vrchní velitel pozemního vojska Walter von Brauchitsch, náčelník Abwehru Wilhelm Canaris, důstojník Abwehru Hans Oster, velitel berlínské posádky Erwin von Witzleben, starosta Lipska Carl Goerdeler, státní tajemník Zahraničního úřadu (ministerstva zahraničí) Ernst von Weizsäcker a prezident Říšské banky Hjalmar Schacht.
Beck také nechal o tomto plánu potají informovat anglickou vládu. Její předseda Neville Chamberlain ale nebral tyto zprávy vážně. Hitlera považoval za hráz proti pronikání bolševismu do střední Evropy a byl přesvědčen, že se s ním dokáže dohodnout.
18. srpna 1938 Beck rezignoval na svou funkci náčelníka generálního štábu (nahradil ho Franz Halder) a zakrátko byl penzionován.
V roce 1943 Beck naplánoval několik neúspěšných pokusů zabít Hitlera pomocí bomb. V roce 1944 byl jedním z hlavních plánovačů červencového atentátu společně s Carlem Goerdelerem a plukovníkem Clausem von Stauffenberg. Předpokládalo se, že by se Beck mohl po úspěšném atentátu stát dočasnou hlavou vlády, která by Německo spravovala po Hitlerově smrti. Spiknutí se však nepodařilo a večer byl zatčen pod dohledem generála Fromma. Požádal ho, aby si mohl ponechat svou soukromou pistoli s úmyslem spáchat sebevraždu, a vyhnout se tak mučení gestapem. Nepodařilo se mu však zabít a jen se těžce zranil, přivolaný poddůstojník Wehrmachtu proto dostal za úkol ukončit jeho život ranou z pistole.

## Shrnutí vojenské kariéry

### Data povýšení
- Fahnenjunker – 12. březen 1898
- Fähnrich – 8. říjen 1898
- Leutnant – 18. srpen 1899
- Oberleutnant – 17. září 1909
- Hauptmann – 1. říjen 1913
- Major – 18. duben 1918
- Oberstleutnant – 15. duben 1923
- Oberst – 1. listopad 1927
- Generalmajor – 1. únor 1931
- Generalleutnant – 1. prosinec 1932
- General der Infanterie – 1. říjen 1935
- Propůjčena hodnost Generaloberst – 1. listopad 1938

### Vyznamenání
- Rytířský kříž domácího řádu Hohenzollernů s meči 17. červenec, 1917
- Pruský železný kříž I. třídy (první světová válka)
- Pruský železný kříž II. třídy (první světová válka)
- Rytířský kříž Friedrichova řádu I. třídy s meči (první světová válka)
- Rytířský kříž Albrechtova řádu I. třídy s meči (první světová válka)
- Královský pruský řád koruny IV. třídy (první světová válka)
- Velkovévodský kříž Friedricha Augusta I. třídy (první světová válka)
- Velkovévodský kříž Friedricha Augusta II. třídy (první světová válka)
- Turecký Železný půlměsíc (první světová válka)
- Lipský domácí řád s meči (první světová válka)
- Brémský hanzovní kříž (první světová válka)
- Hamburský hanzovní kříž (první světová válka)
- Královský pruský záslužný kříž (první světová válka)
- Kříž cti
- |  |  |  Služební vyznamenání Wehrmachtu od IV. do I. třídy

## Galerie

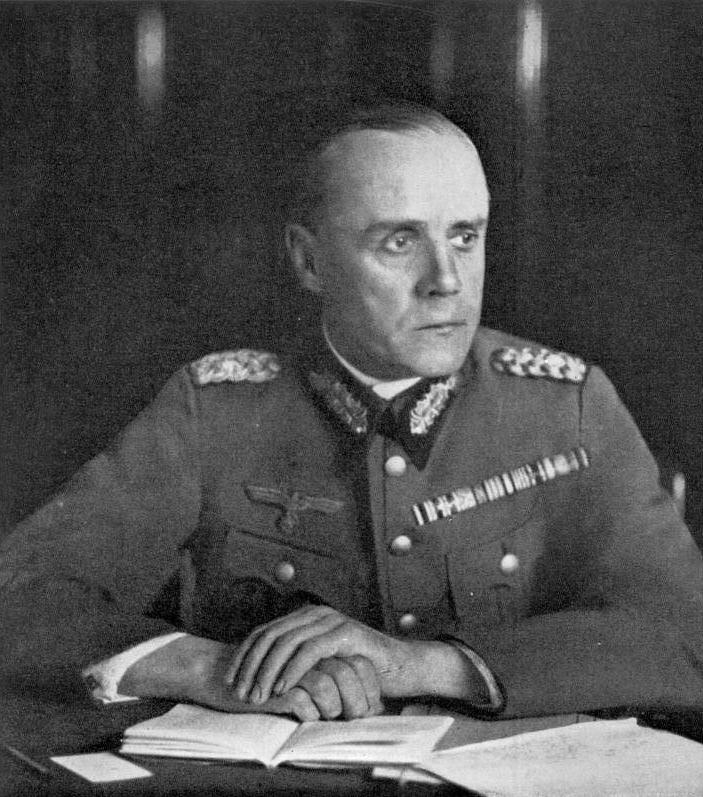
Ludwig Beck jako generálmajor v roce 1931
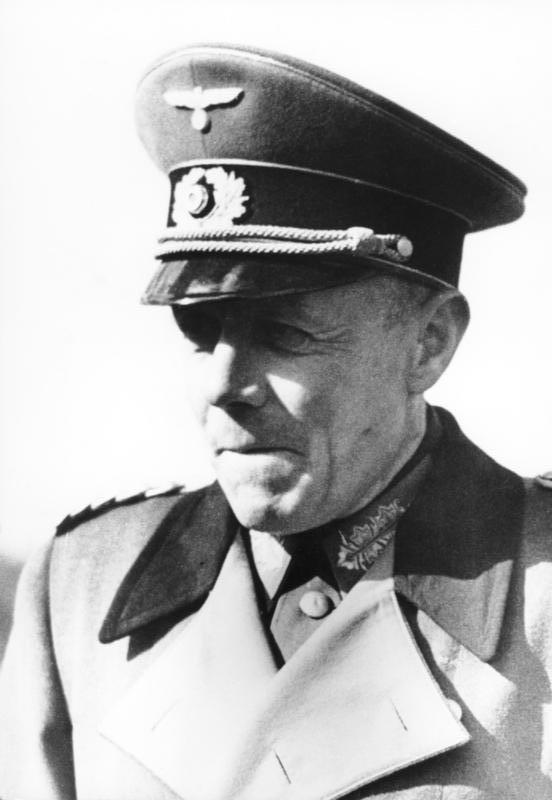
Ludwig Beck na fotografii z roku 1937
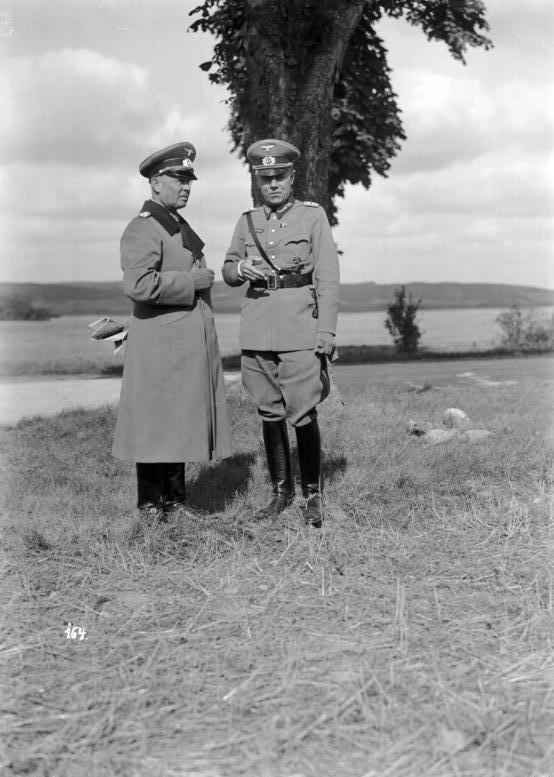
Generál Ludwig Beck (vpravo) s generálem Wernerem von Fritschem na vojenských manévrech v Pomořansku v roce 1937
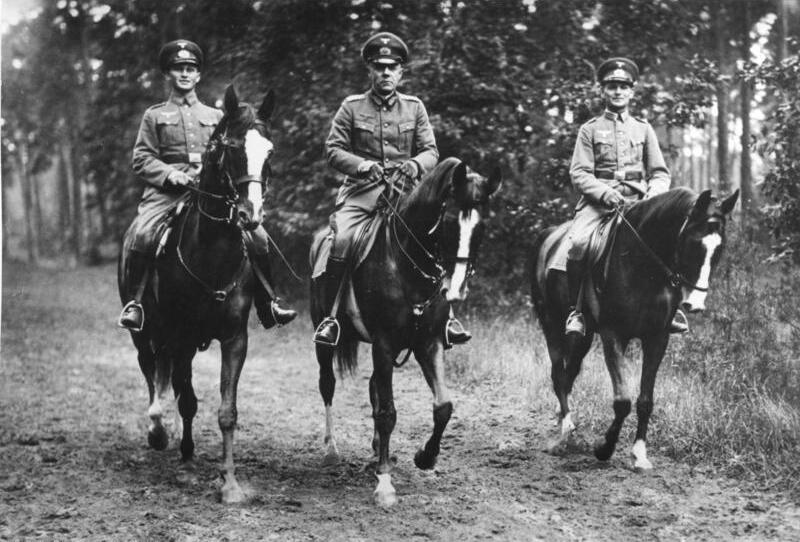
Generál Ludwig Beck (uprostřed) na vyjížďce s dvěma mladšími důstojníky v lesích poblíž Berlína v červnu roku 1936
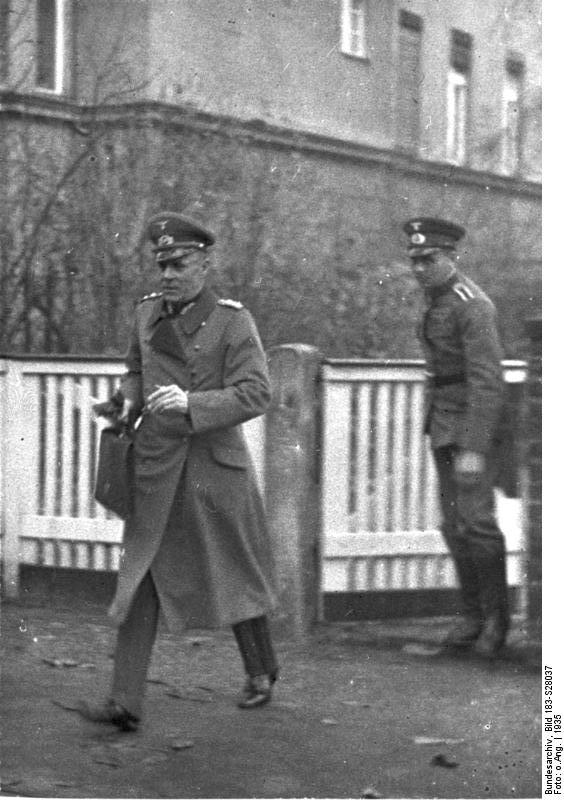
Generál Ludwig Beck (vlevo) se svým pobočníkem v roce 1935
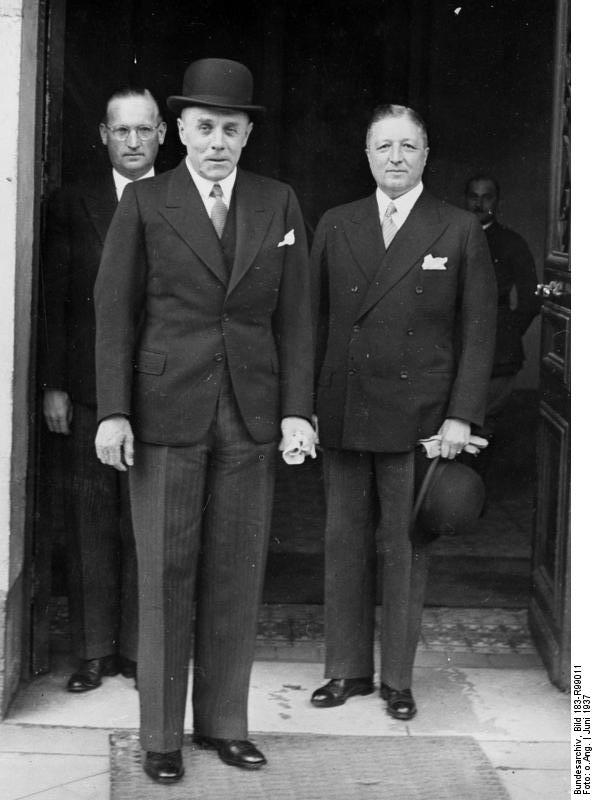
Náčelník generálního štábu armády generál Ludwig Beck (uprostřed), generál Hans Speidel (vlevo) a vojenský přidělenec v Paříži, generál Erich von Kühlenthal (vpravo) v červnu roku 1937.
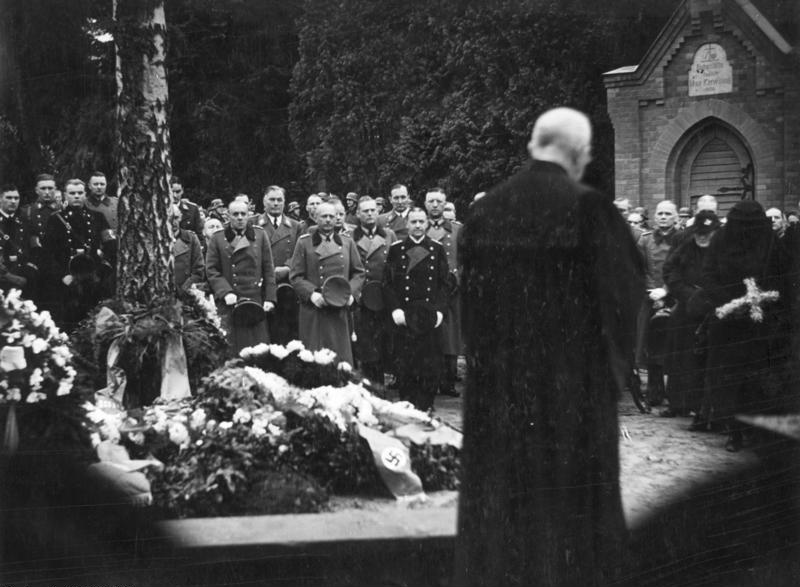
Smuteční obřad matky polního maršála Wernera von Blomberga. Generál Beck je hned druhý zprava od stromu.